# Salou (Espinelves)
Salou és una masia d'Espinelves (Osona) inclosa a l'Inventari del Patrimoni Arquitectònic de Catalunya.

## Descripció
Edifici civil. Masia de planta rectangular (10 x 15 m), coberta a dues vessants i amb el carener paral·lel a la façana, situada al nord. Consta de planta baixa i un pis. La façana presenta un portal i una finestra a la planta baixa i dues finestres al primer pis. La façana oest només presenta una finestra al primer pis, en aquest sector dona al desnivell i, per tant, el mur és més alt. La façana sud presenta un portal i una finestra a la planta i una finestra al primer pis. En aquest sector s'aprecia una reparació moderna del mur, amb totxana. A la part est hi ha un portal a cada costat de la pallissa adossada, coberta a una sola vessant, amb una porteta al mur sud i sense mur a la part nord. Cal remarcar la xemeneia situada al mig del carener, amb una teuladeta a dues vessants. L'estat de conservació és regular.

## Història
Masia situada al marge dret del sot de Salou, entre la Balma i Cal rovira. Està situada al barri de la Creu i, com altres masies de la zona, és possible que es construís durant l'expansió del nucli, entre els segles xvii i XVIII.
És masoveria del mas la Balma, documentat des del segle xiv.